# ツキイチダウンタウン
『ツキイチダウンタウン』は、1989年4月21日から同年9月15日まで毎日放送 (MBS) で月に1回のペースで放送されたバラエティ番組。全6回。放送時間は毎月不特定週の金曜 24:20 - 25:45 (JST) 。
前身番組の『働けダウンタウン』を、月一回の放送に改める形でリニューアルした番組である。同年10月27日からは放送ペースを再び上げ、原則月2回放送（10月のみ1回）の『ダウンタウンスペシャル』に改題され、翌1990年3月23日まで放送された(全11回)。

## 出演者
- 松本人志（ダウンタウン）
- 浜田雅功（ダウンタウン）
- 竹中功
- みうらじゅん

## 放送リスト
- 1989年4月21日（第1回） 「～噂にならない達人たち～」

東がみうらじゅん、西が竹中功により、ガンバル夫婦漫才林家ぺー・パー子(東)、大空テント改めテント(西)、女相撲世界チャンピオン中村京子(東)、アイドル大好き構成作家青木一郎(西)、女装のシャンソン歌手シモーヌ深雪(西)、謎の中年ヘビメタロッカージャガー(東)が紹介された。
- 1989年5月19日（第2回） 「輝け!2丁目紅しょうが団」
- 1989年6月30日（第3回） 「超笑撃的転球（スーパーボーリング）」
- 1989年7月28日（第4回） 「水中バラエティアワー」
- 1989年8月18日（第5回） 「背筋も凍る 怪奇生放送」
- 1989年9月15日（第6回） 「ダウンタウンのばべぼてれび」（ゲスト：上岡龍太郎）

25時10分から当番組の裏で『鶴瓶上岡パペポTV』（読売テレビ）が放送されるため、上岡龍太郎は『パペポTV』の放送開始直前に退出。以降は構成作家の谷口秀一を迎えてのトークが繰り広げられた。